# Pacyfikacja wsi Kruszyna
Pacyfikacja wsi Kruszyna – zbrodnia wojenna popełniona przez żołnierzy niemieckiego Wehrmachtu 4 września 1939 roku, w pierwszych dniach II wojny światowej, we wsi Kruszyna na ziemi częstochowskiej.
2 września 1939 roku do Kruszyny wkroczyły wojska niemieckie. Pododdział 4 DPanc. stanął we wsi na kwaterach. 4 września jeden z Niemców został przypadkowo zabity przez innego żołnierza. Jego koledzy uznali, że został zabity przez polskich partyzantów i przeprowadzili we wsi akcję represyjną. Od kul i wrzucanych do piwnic granatów zginęło kilkudziesięciu Polaków i Żydów. Wśród ofiar były kobiety i dzieci.

## Przebieg
W okresie międzywojennym Kruszyna  znajdowała się 43 kilometry od ówczesnej granicy polsko-niemieckiej. 2 września 1939 roku, w drugim dniu kampanii wrześniowej, żołnierze Wehrmachtu wkroczyli do wsi, nie napotykając żadnego oporu. Niemieckie kolumny przejeżdżały przez miejscowość, kierując się na wschód. 3 września w Kruszynie zakwaterował się pododdział 4 DPanc. W pałacu Lubomirskich ulokował się sztab XVI KA, podczas gdy pozostali żołnierze zajęli kwatery w poszczególnych gospodarstwach. Początkowo Niemcy odnosili się do mieszkańców w sposób poprawny.
4 września około godziny 9:00 przez Kruszynę przejeżdżała kolumna niemieckiej 1 DPanc. (według innej wersji – niemiecki patrol). W tym czasie w domu Jana Klekota przebywał żołnierz II batalionu 36. pułku czołgów, nazwiskiem G. Bierlein. Mył się i golił przy otwartym oknie, zdjąwszy przy tym mundur. Na widok przejeżdżającej kolumny zaśmiał się i krzyknął po niemiecku. Jego zachowanie najprawdopodobniej zostało mylnie zinterpretowane, gdyż w odpowiedzi z przejeżdżającego pojazdu padły strzały. Bierlein został zabity na miejscu.
Kwaterujący w Kruszynie żołnierze 4 DPanc. uznali, że ich kolega został zabity przez polskich partyzantów. W konsekwencji postanowili wziąć odwet na mieszkańcach wsi. Jako pierwsi zabici zostali Jan i Zygmunt Klekotowie. Następnie Niemcy zaczęli strzelać do przypadkowo napotkanych osób. W gospodarstwie należącym do rodziny Kępów wrzucili granat do piwnicy, zabijając ukrywającą się tam Eleonorę Kępę i jej troje dzieci w wieku 15, 13 i 10 lat.
Po pewnym czasie działania Niemców nabrały bardziej zorganizowanego charakteru. Z gospodarstw wyciągnięto wszystkich mężczyzn i zaprowadzono ich pod cmentarny mur, zamierzając ich rozstrzelać. Egzekucja została jednak odwołana, gdy ustalono rzeczywistą przyczynę śmierci Bierleina. Według polskich świadków masakrze udało się zapobiec dzięki interwencji dwojga mieszkańców Kruszyny pochodzenia niemieckiego – Konstantego Olszewskiego oraz żony Franciszka Brożyny – którzy zainterweniowali w niemieckim sztabie kwaterującym w pałacu Lubomirskich.
Wydarzenia te przeszły do historii Kruszyny jako „krwawy poniedziałek”. Źródła podają rozbieżne dane na temat liczby ofiar. Witold Kulesza w swym artykule z 2004 roku pisał o 25 zamordowanych. Na tablicy pamiątkowej przy pomniku w Kruszynie widnieją nazwiska 36 ofiar. Czesław Madajczyk i Szymon Datner podawali, że rozstrzelano 38 osób, w tym 26 Polaków i 12 Żydów. Autorzy opracowania Zbrodnie hitlerowskie na wsi polskiej 1939–1945 wymieniają nazwiska 37 ofiar. Z kolei w Rejestrze miejsc i faktów zbrodni popełnionych przez okupanta hitlerowskiego na ziemiach polskich w latach 1939–1945 jest mowa o 44 ofiarach, spośród których 41 zostało zidentyfikowanych z nazwiska.
W gronie ofiar znaleźli się przede wszystkim mężczyźni, niemniej według Rejestru miejsc i faktów zbrodni… Niemcy zamordowali także dwie kobiety oraz dwoje dzieci poniżej 15. roku życia.
Tego dnia żołnierze Wehrmachtu dopuścili się również mordów i podpaleń w trzech innych wsiach na terenie gminy Kruszyna: Babach (12 ofiar), Jackowie (6 ofiar) i Widzowie (14 ofiar).

## Epilog

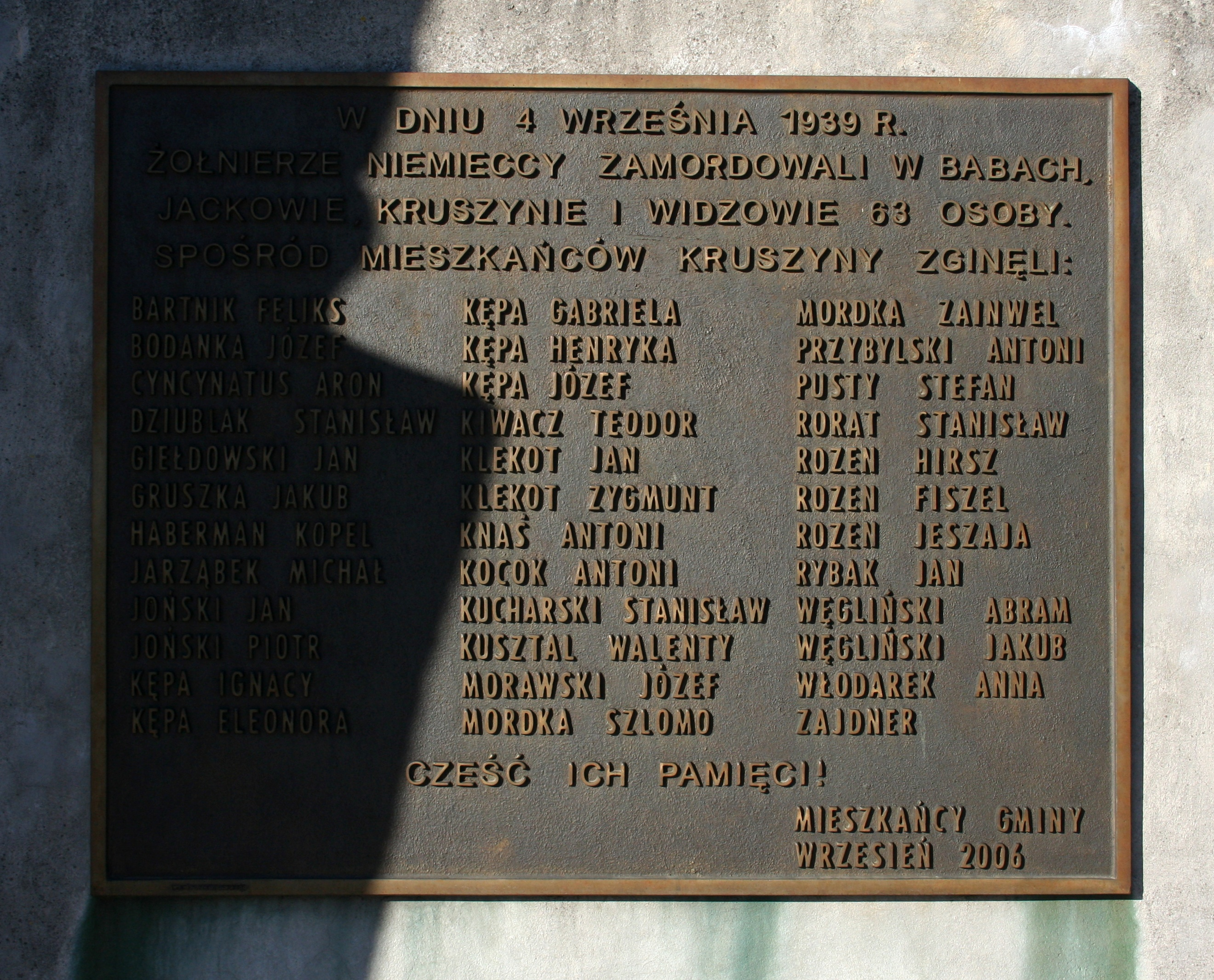
Tablica na pomniku w Kruszynie z nazwiskami ofiar pacyfikacji

Zwłoki ofiar pogrzebano na polu jednego z gospodarstw. Dopiero w 1940 roku okupacyjne władze niemieckie zezwoliły na ich ekshumację. Zwłoki zamordowanych Polaków pogrzebano na cmentarzu parafialnym w Kruszynie, przy czym szczątki niezidentyfikowanych ofiar spoczęły w zbiorowej mogile. Zwłoki zamordowanych Żydów pogrzebano na cmentarzu żydowskim w Pławnie.
Po wojnie sprawa pacyfikacji Kruszyny była badana przez zachodnioniemiecką prokuraturę. Ostatecznie zadecydowała ona o umorzeniu śledztwa i nieściganiu sprawców. Śledczy zignorowali przy tym zeznania polskich świadków, de facto przyjmując w uzasadnieniu umorzenia, iż zbrodni dokonano w odwecie za zabicie przez miejscowych Polaków niemieckiego żołnierza.
Ofiary pacyfikacji upamiętnia pomnik, w który wkomponowana jest tablica z nazwiskami zidentyfikowanych ofiar.